# Мю (имя)
Мю (швед. My) — шведское женское имя, вариант имени Мария. 
По всей видимости, произошло как прозвище или сокращённый вариант имени Мария со значением «крутой», «дерзкий». Согласно другой версии, имя было придумано писательницей Туве Янссон для её героини Малышки Мю и после этого обрело популярность в Швеции. В Швеции насчитывается около 7700 носительниц (по данным на 2010 год).
Из носительниц имени наиболее известны Малышка Мю, персонаж серии книг Туве Янссон о муми-троллях, и старшая дочь программиста Майкла Видениуса, в честь которой названа СУБД MySQL.